# Stiekem gedanst
Stiekem gedanst is een nummer van de Nederlandse muziekgroep Toontje Lager en afkomstig van het derde studioalbum Stiekem dansen uit 1983. In mei dat jaar werd het nummer op vinylsingle uitgebracht en in 1993 op cd-single.

## Achtergrond
In Nederland werd de single in de lente van 1983 veel gedraaid op Hilversum 3 en werd een hit in de destijds drie landelijke hitlijsten op de nationale publieke popzender. De plaat bereikte de 8e positie in de Nederlandse Top 40, de 6e positie in de Nationale Hitparade en de 7e positie in de TROS Top 50. In de Europese hitlijst op Hilversum 3, de TROS Europarade, werd géén notering behaald.
In België (Vlaanderen) bereikte de plaat slechts de 40e positie in de voorloper van de Vlaamse Ultratop 50. In de Vlaamse Radio 2 Top 30 werd géén notering behaald.
De plaat was de meest succesvolle van Toontje Lager in Nederland. Op de vinylsingle stond het nummer Amigo op de B-kant. Beide nummers waren afkomstig van het album Stiekem dansen. Bij een heruitgave in 1993 op cd-single stond het nummer Ben jij ook zo bang als tweede nummer op de cd-single. Een nummer van het 2e album Er Op Of Er Onder (1982).
Het nummer is geschreven door de keyboardspeler van Toontje Lager, Bert Hermelink. Het gaat over een mannelijke muurbloem, die in het geheim met een meisje op de dansvloer beweegt.

## Hitnoteringen

### Nederlandse Top 40
| "Stiekem gedanst" in de Nederlandse Top 40 binnen 28-05-1983 | "Stiekem gedanst" in de Nederlandse Top 40 binnen 28-05-1983 | "Stiekem gedanst" in de Nederlandse Top 40 binnen 28-05-1983 | "Stiekem gedanst" in de Nederlandse Top 40 binnen 28-05-1983 | "Stiekem gedanst" in de Nederlandse Top 40 binnen 28-05-1983 | "Stiekem gedanst" in de Nederlandse Top 40 binnen 28-05-1983 | "Stiekem gedanst" in de Nederlandse Top 40 binnen 28-05-1983 | "Stiekem gedanst" in de Nederlandse Top 40 binnen 28-05-1983 | "Stiekem gedanst" in de Nederlandse Top 40 binnen 28-05-1983 | "Stiekem gedanst" in de Nederlandse Top 40 binnen 28-05-1983 |
| Week:                                                        | 1                                                            | 2                                                            | 3                                                            | 4                                                            | 5                                                            | 6                                                            | 7                                                            | 8                                                            |                                                              |
| ------------------------------------------------------------ | ------------------------------------------------------------ | ------------------------------------------------------------ | ------------------------------------------------------------ | ------------------------------------------------------------ | ------------------------------------------------------------ | ------------------------------------------------------------ | ------------------------------------------------------------ | ------------------------------------------------------------ | ------------------------------------------------------------ |
| Positie:                                                     | 32                                                           | 18                                                           | 13                                                           | 10                                                           | 8                                                            | 8                                                            | 15                                                           | 31                                                           | uit                                                          |

### Nationale Hitparade
| "Stiekem gedanst" in de Nationale Hitparade binnen: 04-06-1983 | "Stiekem gedanst" in de Nationale Hitparade binnen: 04-06-1983 | "Stiekem gedanst" in de Nationale Hitparade binnen: 04-06-1983 | "Stiekem gedanst" in de Nationale Hitparade binnen: 04-06-1983 | "Stiekem gedanst" in de Nationale Hitparade binnen: 04-06-1983 | "Stiekem gedanst" in de Nationale Hitparade binnen: 04-06-1983 | "Stiekem gedanst" in de Nationale Hitparade binnen: 04-06-1983 | "Stiekem gedanst" in de Nationale Hitparade binnen: 04-06-1983 | "Stiekem gedanst" in de Nationale Hitparade binnen: 04-06-1983 | "Stiekem gedanst" in de Nationale Hitparade binnen: 04-06-1983 | "Stiekem gedanst" in de Nationale Hitparade binnen: 04-06-1983 |
| Week:                                                          | 1                                                              | 2                                                              | 3                                                              | 4                                                              | 5                                                              | 6                                                              | 7                                                              | 8                                                              | 9                                                              |                                                                |
| -------------------------------------------------------------- | -------------------------------------------------------------- | -------------------------------------------------------------- | -------------------------------------------------------------- | -------------------------------------------------------------- | -------------------------------------------------------------- | -------------------------------------------------------------- | -------------------------------------------------------------- | -------------------------------------------------------------- | -------------------------------------------------------------- | -------------------------------------------------------------- |
| Positie:                                                       | 17                                                             | 6                                                              | 8                                                              | 10                                                             | 14                                                             | 12                                                             | 16                                                             | 27                                                             | 41                                                             | uit                                                            |

### TROS Top 50
Hitnotering: 26-05-1983 t/m 21-07-1983 met als hoogste notering #7

### NPO Radio 2 Top 2000
| Nummer met noteringen in de NPO Radio 2 Top 2000 | '99 | '00 | '01 | '02 | '03 | '04 | '05 | '06 | '07 | '08 | '09  | '10  | '11  | '12  | '13  | '14  | '15  | '16  | '17  | '18  | '19  | '20  | '21  | '22  | '23 | '24 |
| ------------------------------------------------ | --- | --- | --- | --- | --- | --- | --- | --- | --- | --- | ---- | ---- | ---- | ---- | ---- | ---- | ---- | ---- | ---- | ---- | ---- | ---- | ---- | ---- | --- | --- |
| Stiekem gedanst                                  | 846 | 518 | 731 | 612 | 756 | 730 | 705 | 786 | 971 | 765 | 1542 | 1421 | 1202 | 1253 | 1339 | 1526 | 1558 | 1636 | 1528 | 1445 | 1301 | 1348 | 1144 | 1256 | 997 | 994 |

1. ↑  Een vetgedrukt getal geeft de hoogste notering aan.

## Coverversies
- In 2007 heeft Wim Leys een cover van het nummer opgenomen.
- In 2010 heeft Zirkus Zirkus een cover van het nummer opgenomen.
- In 2015 hebben Ali B en Brownie Dutch een cover van het nummer opgenomen voor Ali B op volle toeren seizoen 4, episode 9.
- In 2017 hebben Van der Laan & Woe in De Kwis een parodie op dit nummer gemaakt met als naam "Streaker voor je gedanst".
- In 2020 heeft Elias Mazian een cover van het nummer uitgebracht op zijn debuutalbum Vrij van Dromen (Label: De Vlieger) onder de titel: "Stiekem".
- In 2023 hebben Van der Laan & Woe in Even tot hier een parodie op dit nummer gemaakt met als naam "Stiekem terug in de kast". Toontje Lager vertolkte dit nummer als muzikale gast in het programma.